# Jost Krippendorf

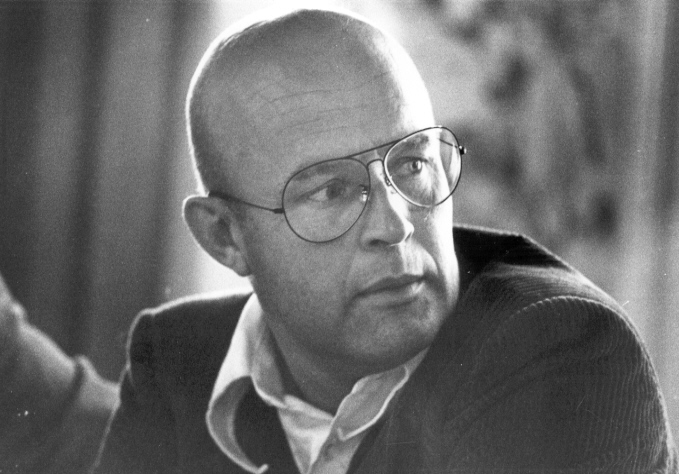
Jost Krippendorf (1986)

Jost Krippendorf  (* 20. Dezember 1938 in  Bern; † 27. Februar 2003 in Muri bei Bern) war ein Schweizer Tourismusforscher, der als einer der Vordenker eines sozial- und umweltverträglichen Tourismus gilt.

## Leben
Jost Krippendorf studierte Ökonomie in Bern (Promotion 1963). Er war von 1971 bis 1988 Direktor des Forschungsinstituts für Freizeit und Tourismus (FIF) sowie Inhaber des Lehrstuhls für Theorie und Politik des Fremdenverkehrs an der Universität Bern. Von 1971 bis 1978 war er zudem Leiter des Schweizer Tourismusverbandes. 1989 bis 1991 war er ordentlicher Professor für Allgemeine Ökologie und Leiter der Interfakultären Koordinationsstelle für Allgemeine Ökologie (IKAÖ) der Universität Bern.
Anfangs der 1990er-Jahre verließ er die Universität Bern, forschte und publizierte jedoch weiter. Im Februar 2003 starb er an einem Krebsleiden.

## Wirken
Jost Krippendorf gilt als einer der wichtigsten Vertreter der Tourismuskritik. In seinem Buch „Die Landschaftsfresser“ zeigte er die ökologischen Folgen des alpinen Tourismus auf. In „Die Ferienmenschen“ ging er der Frage nach, welche Faktoren Menschen dazu bewegen, in immer größerem Ausmaß auf Urlaub zu fahren. In „Alpsegen-Alptraum“ führte er die beiden vorher genannten Werke zusammen. Er entwickelte ein ganzheitliches Bild der Wirkungsweisen im Tourismus und entwarf ein Plädoyer für eine Tourismusentwicklung im Einklang mit Mensch und Natur. Seine Arbeiten (besonders der 1980er-Jahre) gelten als Grundlagenwerke der Tourismuskritik. Für seine Verdienste um ein ganzheitliches Wirkungswesen im Tourismus wurde ihm bereits 1977 von der Vereinigung Deutscher Reisejournalisten der Columbus Ehrenpreis verliehen.
Im Jahr 2003 wurde vom Österreichischen Verein für Touristik der „Jost Krippendorf Preis“ gestiftet, mit dem Ziel, eine jährliche Auszeichnung für besondere Verdienste um einen sozial- und umweltverträglichen Tourismus auszuzeichnen.

## Schriften (Auswahl)
- Die Landschaftsfresser, 1975
- Die Ferienmenschen, 1984
- Für einen anderen Tourismus, 1989
- Veitstänze (gemeinsam mit Schang Hutter), 1993
- Alpsegen-Alptraum, Für eine Tourismusentwicklung in Einklang mit Mensch und Natur, 1986
- Auf dem Weg nach Ökotopia? Die ökologische Herausforderung, 1993
- Der Übergang, eine andere Welt ist möglich, 2004